# وريد معدي قصير
الأوردة المَعدية القصيرة هي أوردة (عددها عادةً أربع أو خمسة أوردة)، تقوم بتصريف الدم من قاع المعدة والجزء الأيسر للانحناء الكبير في المعدة، وتقوم هذه الأوردة بالعبور بين طبقتي الرباط المعدي الطحالي، وتنتهي في الوريد الطحالي أو في إحدى روافده الكبيرة.